# Граф де Лос-Моларес

Герб муниципалитета Лос-Моларес, провинция Севилья, автономное сообщество Андалусия.

Граф де Лос-Моларес — испанский дворянский титул. Он был создан в 1476 году королевой Кастилии Изабеллой Католичкой для Пера Афана де Риберы и Портокарреро (1420—1454), 3-го аделантадо Андалусии, сеньора де Лос-Моларес, Каньете, Эль-Корониль и лас Агусадарес. Пер Афан де Рибера, умерший в 1454 году, получил графский титул посмертно из-за ошибки королевской канцелярии или по монаршей воле. В то время его преемником был родной внук Франсиско Энрикес де Рибера, 5-й аделантадо Андалусии, ставший 3-м графом де Лос-Моларес.
Пер Афан был внуком и тезкой Пера Афана де Риберы (1338—1423), 1-го аделантадо Андалусии и 1-го сеньора де Лос-Моларес.
Название графского титула происходит от названия муниципалитета Лос-Моларес, провинция Севилья, автономное сообщество Андалусия.

## Графы де лос Моларес
- Пер Афан де Рибера и Портокарреро (1420—1454), 1-й граф де лос Моларес, сын Диего Гомеса де Риберы (? — 1434), 2-го аделантадо Андалусии, и Беатрис Портокарреро (? — 1458).
- Беатрис де Рибера и Мендоса (? — 1469), 2-я графиня де лос Моларес, дочь предыдущего и Марии де Мендосы (? — 1493)
- 1476—1509: Франсиско Энрикес де Рибера (? — 1509), 3-й граф де лос Моларес, старший сын Педро Энрикеса де Киньонеса, 4-го аделантадо Андалусии (? — 1492), и Беатрис де Риберы, сеньоры де ла Каса де Рибера
- 1509—1539: Фадрике Энрикес де Рибера (1476—1539), 4-й граф де лос Моларес, 1-й маркиз де Тарифа, младший брат предыдущего
- 1539—1571: Педро Афан де Рибера (1509—1571), 5-й граф де лос Моларес, вице-король Каталонии и Неаполя. Старший сын Фернандо Энрикеса де Риберы (? — 1522) и Инес Портокарреро и Карденас (? — 1546).
- 1571—1594: Фернандо Энрикес де Рибера (1527—1594), 6-й граф де лос Моларес, 2-й герцог де Алькала-де-лос-Гасулес. Младший брат предыдущего.
- 1594—1637: Фернандо Афан де Рибера-и-Тельес-Хирон (1583—1637), 7-й граф де лос Моларес, 3-й герцог де Алькала-де-лос-Гасулес, вице-король Каталонии. Внук предыдущего, сын Фернандо Энрикеса де Риберы и Кортеса, 4-го маркиза де Тарифа (1565—1590), и Анны Тельес-Хирон, дочери Педро Тельес-Хирона, 1-го герцога де Осуна
- 1637—1639: Мария Энрикес де Рибера (? — 1639), 8-я графиня де лос Моларес, 4-я герцогиня де Алькала-де-лос-Гасулес. Дочь предыдущего и Беатрис де Моура и Корте-Реаль
- 1639—1645: Анна Мария Энрикес де Рибера и Портокарреро (1613—1645), 9-я графиня де лос Моларес, дочь Педро Хирона де Риберы (1586—1633), и Антонии Портокарреро и Карденас, 2-й маркизы де Алькала-де-лос-Аламеда (? — 1613). внучка Фернандо Энрикеса де Риберы, 4-го маркиза де Тарифа (1565—1590).
- 1645—1691: Хуан Франсиско де ла Серда Энрикес де Рибера (1637—1691), 10-й граф де лос Моларес, 8-й герцог де Мединасели. Сын Антонио Хуана Луиса де ла Серды, 7-го герцога де Мединасели (1607—1671), и Анны Марии Луизы Энрикес де Риберы Портокарреро и Карденас, 5-й герцогини де Алькала-де-лос-Гасулес.
- 1691—1711: Луис Франсиско де ла Серда и Арагон (1660—1711), 11-й граф де лос Моларес, 10-й герцог де Кардона. Сын предыдущего и Каталины Антонии де Арагон Фольк де Кардона и Кордова, 9-й герцогини де Сегорбе (1635—1697).
- 1711—1739: Николас Фернандес де Кордова и де ла Серда (1682—1739, 12-й граф де лос Моларес, племянник предыдущего, сын Луиса Маурисио Фернандесе де Кордовы и Фигероа, 7-го маркиза де Прьего (1650—1690), и Феличе Марии де ла Серды и Арагон (1657—1709).
- 1739—1768: Луис Антонио Фернандес де Кордова и Спинола (1704—1768), 13-й граф де лос Моларес, 11-й герцог де Мединасели. Старший сын предыдущего и Херонимы Марии Спинолы де ла Серда (1687—1757)
- 1768—1789: Педро де Алькантара Фернандес де Кордова и Монкада (1730—1789), 14-й граф де лос Моларес, 12-й герцог де Мединасели. Единственный сын предыдущего и Марии Терезы де Монкада и Бенавидес, 7-й маркизы де Айтона (1707—1756)
- 1789—1806: Луис Мария Фернандес де Кордова и Гонзага (1749—1806), 15-й граф де лос Моларес, 13-й герцог де Мединасели, старший сын предыдущего и Марии Франсиски Хавьеры Гонзага и Караччиоло (1731—1757)
- 1806—1840: Луис Хоакин Фернандес де Кордова и Бенавидес (1780—1840), 16-й граф де лос Моларес, 14-й герцог де Мединасели, старший сын предыдущего и Хоакины Марии де Бенавидес и Пачеко, 3-й герцогини де Сантистебан-дель-Пуэрто (1746—1805)
- 1840—1873: Луис Томас де Вильянуэва Фернандес де Кордова и Понсе де Леон (1813—1873), 17-й граф де лос Моларес, 15-й герцог де Мединасели, старший сын предыдущего и Марии де ла Консепсьон Понсе де Леон и Карвахаль (1783—1856)
- 1873—1879: Луис Мария Фернандес де Кордова и Перес де Баррадас (1851—1879), 18-й граф де лос Моларес, 16-й герцог де Мединасели, старший сын предыдущего и Анхелы Аполонии Перес де Баррадас и Бернуй, 1-й герцогини де Дения и Тарфиа (1827—1903)
- 1880—1956: Луис Хесус Фернандес де Кордова и Салаберт (1880—1956), 19-й граф де лос Моларес, 17-й герцог де Мединасели, единственный сын предыдущего от второго брака с Касильдой Ремигией де Салаберт и Артеага, 9-й маркизой де ла Торресилья (1858—1936)
- 1956—2013: Виктория Евгения Фернандес де Кордова и Фернандес де Энестроса (1917—2013), 20-я графиня де лос Моларес, 18-я герцогиня де Мединасели, старшая дочь предыдущего от первого брака Анной Марией Фернандес де Энестроса и Гайосо де лос Кобос (1879—1938).
- 2018 — н.в.: Виктория Елизавета де Гогенлоэ-Лангенбург и Шмидт-Полекс (род. 1997), 21-я графиня де лос Моларес, 20-я герцогиня де Мединасели, единственная дочь принца Марко Гогенлоэ-Лангенбурга, 19-го герцога де Мединасели (1962—2016), и Сандры Шмидт-Полекс (род. 1968), внучка принца Макса фон Гогенлоэ-Лангенбурга (1931—1994), и Анны Луизы де Медина и Фернандес де Кордовы, 13-й маркизы де Наваэрмоса и 9-й графини де Офалия (1940—2012), единственной дочери Виктории Евгении Фернандес де Кордовы, 18-й герцогини де Мединасели (1917—2013).